# Kassy
Kim So-yeon (tiếng Hàn: 김소연; sinh ngày 6 tháng 10 năm 1995), thường được biết đến với nghệ danh Kassy (tiếng Hàn: 케이시), là một nữ ca sĩ người Hàn Quốc. Cô ra mắt vào năm 2015 và tham gia chương trình truyền hình Unpretty Rapstar 3 vào năm 2016. Kể từ đó, cô đã phát hành các đĩa mở rộng, I Want Love (2018) và Rewind (2019).

## Danh sách đĩa nhạc

### Đĩa mở rộng
| Album              | Thông tin | Thứ hạng cao nhất | Doanh số |
| Album              | Thông tin | HQ                | Doanh số |
| ------------------ | --- | ----------------- | -------- |
| I Want Love        | - Ngày phát hành: 18 tháng 1 năm 2018 - Hãng đĩa: Nextar Entertainment, YMC Entertainment - Định dạng: CD, tải về | —                 | —        |
| Rewind             | - Ngày phát hành: 5 tháng 9 năm 2019 - Hãng đĩa: Nextar Entertainment - Định dạng: CD, tải về                     | 96                | —        |
| Memories of Autumn | - Ngày phát hành: 26 tháng 10 năm 2020 - Hãng đĩa: Nextar Entertainment - Định dạng: CD, tải về                   | —                 | —        |
| Old Story          | - Ngày phát hành: 28 tháng 10 năm 2021 - Hãng đĩa: Nextar Entertainment - Định dạng: CD, tải về                   | —                 | —        |

### Đĩa đơn
| Bài hát                                                    | Năm  | Thứ hạng cao nhất | Doanh số     | Chứng nhận       | Album                         |
| Bài hát                                                    | Năm  | HQ                | Doanh số     | Chứng nhận       | Album                         |
| ---------------------------------------------------------- | ---- | ----------------- | ------------ | ---------------- | ----------------------------- |
| "In My Bed" (침대 위에서)                                  | 2015 | —                 | —            | —                | I Want Love                   |
| "Ooh Ooh Ooh"                                              | 2015 | —                 | —            | —                | I Want Love                   |
| "Hug Me" (쓰담쓰담)                                        | 2016 | —                 | —            | —                | I Want Love                   |
| "Dream"                                                    | 2017 | —                 | - HQ: 14,869 | —                | I Want Love                   |
| "Let It Rain" (비야 와라)                                  | 2017 | —                 | —            | —                | I Want Love                   |
| "Listen to This Song" (이 노랠 들어요)                     | 2017 | —                 | - HQ: 14,913 | —                | I Want Love                   |
| "I Want Love" (사랑받고 싶어)                              | 2018 | —                 | —            | —                | I Want Love                   |
| "Your Memory" (사진첩)                                     | 2018 | —                 | —            | —                | Đĩa đơn không nằm trong album |
| "The Day Was Beautiful" (그때가 좋았어)                    | 2018 | 3                 | —            | - KMCA: Platinum | Đĩa đơn không nằm trong album |
| "True Song" (진심이 담긴 노래)                             | 2019 | 14                | —            | —                | Đĩa đơn không nằm trong album |
| "Story of Night Fall" (가을밤 떠난 너)                     | 2019 | 3                 | —            | —                | Rewind                        |
| "When Love Comes By" (이 마음이 찾아오면)                  | 2020 | 136               | —            | —                | Memories of Autumn            |
| "You Are Falling All Night" (밤새 니가 내려)               | 2021 | 41                | —            | —                | Memories of Autumn            |
| "Poem for You" (나 그댈위해 시 한편을 쓰겠어)              | 2021 | 33                | —            | —                | Old Story                     |
| "Always Love You" (언제나 사랑해)                          | 2022 | 4                 | —            | —                | Đĩa đơn không nằm trong album |
| "Don't Wanna Leave Tonight" (늦은 밤 헤어지긴 너무 아쉬워) | 2022 | 22                | —            | —                | Đĩa đơn không nằm trong album |